# Jorrit de Ruiter
Jorrit de Ruiter (* 28. November 1986 in Amsterdam) ist ein ehemaliger niederländischer Badmintonnationalspieler.

## Karriere
Als Jorrit de Ruiter sieben Jahre alt war, begann er beim BC Duinwijck in Haarlem Badminton zu spielen. Bis 2005 spielte er für diesen Klub in verschiedenen Ligen. Anschließend verließ er den Verein und spielte zum ersten Mal in der 1. Nationalliga für den BV Slotermeer in Amsterdam. Ein Jahr später wechselte er zum BV Van Zijderveld nach Amstelveen, wo er bis zum Jahr 2011 in der 1. Nationalliga spielte. 2011 kehrte er für ein Jahr zum BC Duinwijck zurück und anschließend spielte er 4 Saisons für 1. BV Mülheim an der Ruhr in der 1. Bundesliga. Seit 2016 spielt er erneut für BC Duinwijck in der niederländischen Liga. Im März 2018 wird seine Mannschaft Landesmeister und das ist die 25. Meisterschaft für den Verein. Ein Jahr später ist de Ruiter wieder dabei, als es dem Verein auch gelingt, das Finale der niederländischen Liga 2018–2019 zu gewinnen.
International belegte de Ruiter bei der All England Super Series 2009 Platz neun im Herrendoppel mit Jürgen Wouters. 2011 siegte er bei den Slovak International. 2007, 2009, 2010, 2011, 2013, 2014 und 2015 nahm er an den Badminton-Weltmeisterschaften teil. Jorrit de Ruiter war Mitglied der niederländischen Badmintonnationalmannschaft. Er war spezialisiert auf das Doppelspiel. Bis April 2013 spielte er mit Dave Khodabux im Herrendoppel (höchster Weltranglistenplatz 32). Danach spielte er nur noch mit Samantha Barning im Mixed (höchster Weltranglistenplatz 16). Wegen einer schweren Verletzung von Barning im September 2013 konnten beide im genannten Jahr keine weiteren Turniere mehr spielen. Als Folge fielen sie in der Weltrangliste weit zurück, im Januar 2014 bis auf Rang 60. Im Februar 2014 haben sie wieder angefangen, internationale Turniere zu spielen und gewannen im April 2014 bei den Europameisterschaften gemeinsam Bronze. Nach den Badminton-Weltmeisterschaften 2015 in Jakarta entschied er seine internationale Karriere zu beenden.
De Ruiter trainierte als Vollzeitprofi im niederländischen nationalen Sportzentrum Papendal in Arnheim und war Vorsitzender der Athleten-Kommission des Niederländischen Badminton-Verbandes.

## Sportliche Erfolge
| Saison | Veranstaltung                 | Disziplin    | Platz | Name                                |
| ------ | ----------------------------- | ------------ | ----- | ----------------------------------- |
| 2009   | All England                   | Herrendoppel | 9     | Jürgen Wouters / Jorrit de Ruiter   |
| 2011   | Belgian International         | Mixed        | 2     | Selena Piek / Jorrit de Ruiter      |
| 2011   | Slovak International          | Herrendoppel | 1     | Dave Khodabux / Jorrit de Ruiter    |
| 2012   | Estland International         | Herrendoppel | 2     | Dave Khodabux / Jorrit de Ruiter    |
| 2012   | Estland International         | Mixed        | 2     | Jorrit de Ruiter / Samantha Barning |
| 2012   | Swedish International         | Herrendoppel | 2     | Dave Khodabux / Jorrit de Ruiter    |
| 2012   | Polish International          | Herrendoppel | 3     | Dave Khodabux / Jorrit de Ruiter    |
| 2012   | Dutch International           | Herrendoppel | 2     | Dave Khodabux / Jorrit de Ruiter    |
| 2012   | Spanish International         | Herrendoppel | 1     | Dave Khodabux / Jorrit de Ruiter    |
| 2012   | Norwegian International       | Mixed        | 1     | Jorrit de Ruiter / Samantha Barning |
| 2012   | Irish Open                    | Mixed        | 1     | Jorrit de Ruiter / Samantha Barning |
| 2013   | All England                   | Mixed        | 9     | Jorrit de Ruiter / Samantha Barning |
| 2013   | Swiss Open                    | Mixed        | 9     | Jorrit de Ruiter / Samantha Barning |
| 2013   | US Open                       | Mixed        | 5     | Jorrit de Ruiter / Samantha Barning |
| 2013   | Canada Open GP                | Mixed        | 2     | Jorrit de Ruiter / Samantha Barning |
| 2014   | French International          | Mixed        | 3     | Jorrit de Ruiter / Samantha Barning |
| 2014   | Europameisterschaft           | Mixed        | 3     | Jorrit de Ruiter / Samantha Barning |
| 2014   | Canada Open GP                | Mixed        | 2     | Jorrit de Ruiter / Samantha Barning |
| 2014   | Belgian International         | Mixed        | 3     | Jorrit de Ruiter / Samantha Barning |
| 2014   | Yonex Dutch Open GP           | Mixed        | 2     | Jorrit de Ruiter / Samantha Barning |
| 2014   | Thaihot China Open SS premier | Mixed        | 9     | Jorrit de Ruiter / Samantha Barning |